# Liudaogou (köpinghuvudort i Kina, Jilin Sheng, lat 41,60, long 127,19)
Liudaogou är en köpinghuvudort i Kina. Den ligger i provinsen Jilin, i den nordöstra delen av landet, omkring 300 kilometer sydost om provinshuvudstaden Changchun. Antalet invånare är 13 645. Befolkningen består av 6 561 kvinnor och 7 084 män. Barn under 15 år utgör 14,0 %, vuxna 15-64 år 75 %, och äldre över 65 år 10,0 %.
Runt Liudaogou är det ganska glesbefolkat, med 24 invånare per kvadratkilometer. Liudaogou är det största samhället i trakten. Omgivningarna runt Liudaogou är en mosaik av jordbruksmark och naturlig växtlighet.
Genomsnittlig årsnederbörd är 1 061 millimeter. Den regnigaste månaden är juli, med i genomsnitt 295 mm nederbörd, och den torraste är januari, med 12 mm nederbörd.